# Bedřichovský potok (přírodní památka)
Bedřichovský potok je přírodní památka v okrese České Budějovice na území přírodního parku Novohradské hory. Rozkládá se na březích Bedřichovského potoka mezi osadou Meziluží a Filkovým vrchem u města Horní Stropnice v nadmořské výšce 561–605 m, a to v katastrálních územích Meziluží, Bedřichov u Horní Stropnice a Svébohy. Chráněné území s rozlohou 20,13 ha bylo vyhlášeno 2. ledna 2014. Ochranné pásmo této přírodní památky se rozkládá v katastrálních územích Meziluží, Bedřichov u Horní Stropnice a Konratice. 
Přírodní památka je součástí  stejnojmenné evropsky významné lokality Natura 2000 o rozloze 119,4 ha vyhlášené k ochraně rostlin a živočichů žijících v prostředí přirozeného oligotrofního toku.